# Prodikos
Prodikos, (gr. Πρόδικος, lat. Prodicus), grekisk sofist från ön Keos i ögruppen Kykladerna som levde under 400-talet f.Kr. Att döma av Platons uppgifter var han något yngre än Protagoras och något äldre än Sokrates.
Prodikos vistades ofta i Aten, där han gav välbetald undervisning. Att döma av flera omnämnanden i Platons dialoger stod han i en nära relation till Sokrates, som i Menon (96d) om än i en lättsam ton omnämner honom som sin "uppfostrare". Mest känd är han för sin allegoriska fabel om Herakles vid skiljevägen, där han framställer denne sagohjälte i valet mellan två livsriktningar, dygdens och lastens, företrädda av kvinnliga väsen.
Prodikos försöker förklara religionen ur känslan av tacksamhet mot personifierade naturkrafter, och formulerade därmed en tidig naturalistisk och psykologisk förklaring av religionen som mänskligt fenomen med särskilt betoning på dess roll till åkerbruket.